# 1964年夏季残疾人奥林匹克运动会南非代表团
1964年夏季残疾人奥林匹克运动会南非代表团是南非派出的1964年夏季残疾人奥林匹克运动会代表团。获得8枚金牌、8枚银牌和3枚铜牌。